# Revolucija Meiji
Revolucija Meiji, ponekad zvana i Restauracija Meiji ili Preporod Meiji je naziv za prevrat kojim je u Japanu skršen šogunat, a vlast je nominalno preuzeo car Meiji.
U stvarnosti, prevrat su izveli samuraji i regionalni klanovi ujedinjeni u reformatorski pokret protiv šogunove vlasti, oslabljene nakon što je pod pritiskom zapadnih sila prekinuta višestoljetna politika izolacije Japana od vanjskog svijeta. Centar pokreta bio je u buntovnim, ali i zavađenim pokrajinama Satsuma i Choshu. 
Oni su se ujedinili godine 1866. a godinu dana kasnije preuzeli su carsku palaču, natjeravši posljednjeg šoguna Yoshinobua Tokugawu da podnese ostavku. Šogunovi pristaše još su dvije godine pružali oružani otpor.
Revolucija Meiji predstavlja jedan od najvažnijih događaja u povijesti Japana i svijeta, jer je njome započeo proces napuštanja drevnih feudalnih institucija i ubrzane transformacije Japana u modernu industrijsku državu i svjetsku silu.